# Morris Commercial Cars
 (janvier 2025).
Si vous disposez d'ouvrages ou d'articles de référence ou si vous connaissez des sites web de qualité traitant du thème abordé ici, merci de compléter l'article en donnant les références utiles à sa vérifiabilité et en les liant à la section « Notes et références ».
Morris Commercial Cars Limited fut un fabricant anglais de véhicules commerciaux fondé par William Morris, fondateur de Morris Motors Limited, afin de poursuivre l'activité de E G Wrigley and Co qu'il racheta au 1er janvier 1924.

## Histoire
Morris acheta les actifs du fabricant d'essieux de Soho, Birmingham, E. G. Wrigley and Co, après qu'il fut placé en liquidation fin 1923. Jusqu'à cette date, un petit nombre de véhicules commerciaux, variantes de voitures Morris, avaient été construits à l'usine Morris à Cowley, mais avec l'usine nouvellement acquise à Foundry Lane, Soho, Birmingham, une production sérieuse pouvait commencer.

En 1932, l'entreprise déménagea à quelques miles à travers Birmingham à l'ancienne usine Wolseley d'Adderley Parc.

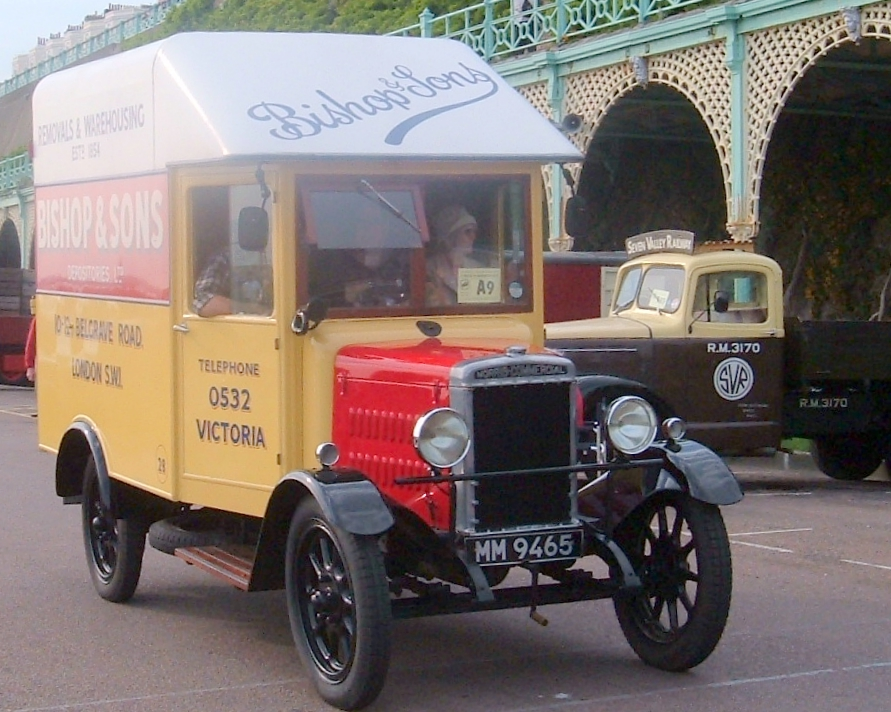
Morris Commercial, camionnette 1 tonne de 1928

En 1936, Morris a vendu la société à Morris Motors Limited,. L'utilisation du nom de la marque Morris Commercial a continué jusqu'en 1968 lorsque la British Motor Holdings, alors parents d'Austin et de Morris, fusionna avec la Leyland Motor Corporation pour former le groupe British Leyland Motor Corporation.
En temps de guerre, les véhicules commerciaux Morris furent produits pour usage militaire, comme la Morris C8. Morris Commercial a également construit des véhicules comme le Terrapin, transporteur amphibie.

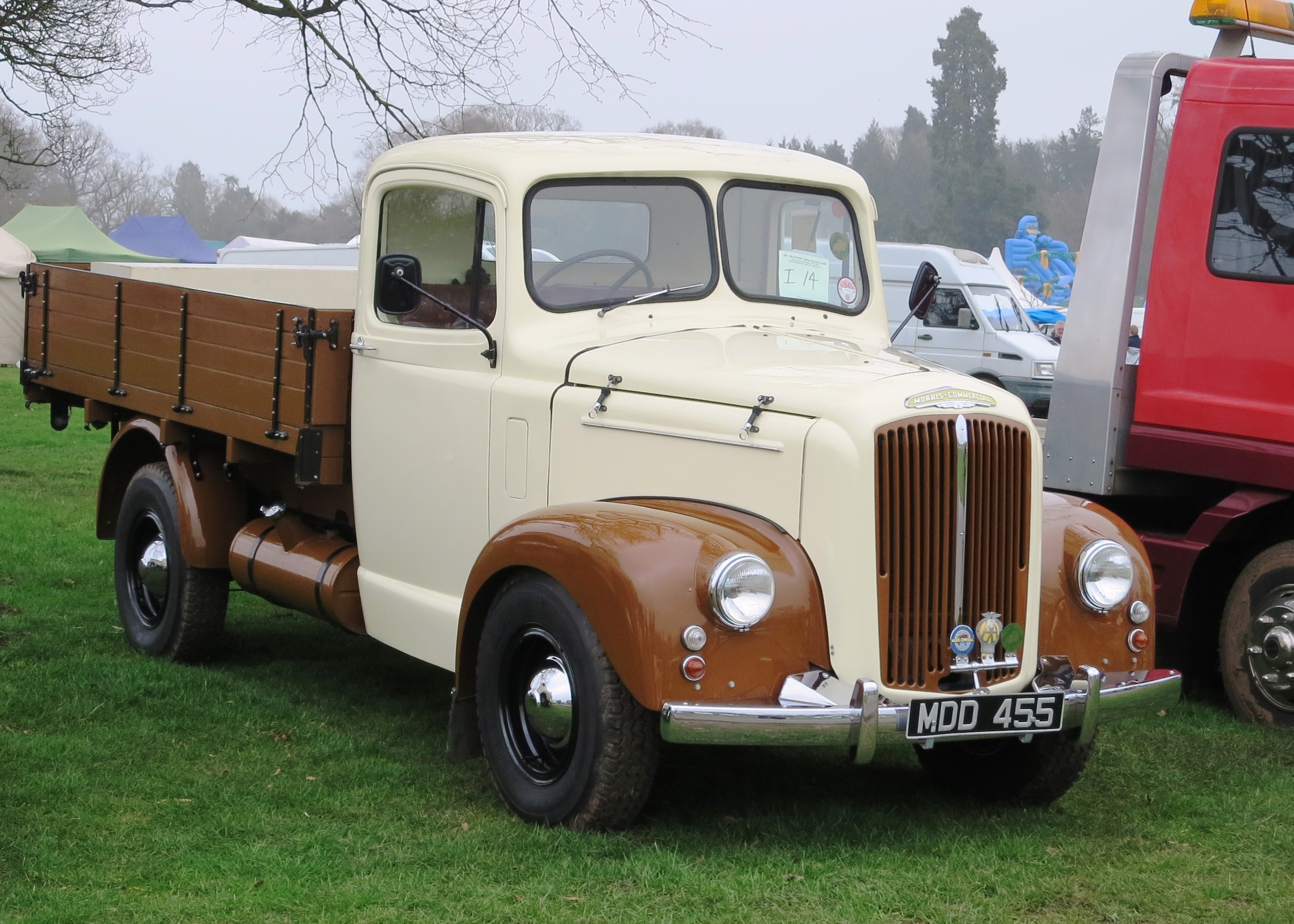
1953 Morris Commercial LC5

Dans les années 1960, les camions légers et camionnettes J4 à cabine avancée produites par Austin et Morris Commercial étaient identiques.
Alors que la production de camionnettes légères resta concentrée sur le site d'Adderley Park à Birmingham, la production de camions légers des séries F et W déménagea en Écosse, avec l'ouverture en 1960 de l'usine de Bathgate. L'usine d'Adderley Parc fut fermée en 1971 et démolie peu de temps après.
Les camions légers des années 1960 incluent le FF, un modèle à cabine avancée, introduit en 1958, et le WF, qui était un véhicule jumeau avec la cabine placée derrière le moteur plutôt que dessus. La version mise à jour du FF, le FJ, apparut en 1964 ; il comportait un double circuit de freinage, une nouveauté dans cette catégorie de véhicules. Le FF est resté en production et les deux véhicules étaient vendus côte à côte : dans cette classe, les camions BMC étaient battus en termes de volumes de ventes sur le marché intérieur par Bedford et Ford (avec leur Thames). Les véhicules commerciaux comprenaient aussi dans les années 1960 les Austin/Morris FG, série inhabituelle de livraison urbaine, avec les portes chauffeur placées à un angle à l'arrière des coins de la cabine pour permettre l'accès dans des espaces confinés.

En 2016, China Ventures a annoncé une proposition visant à ressusciter la marque Morris Commercial. Ils proposent un tout nouveau véhicule léger électrique J-Type avec une autonomie de plus de 150 km et une vitesse de pointe d'environ 145 km/h.

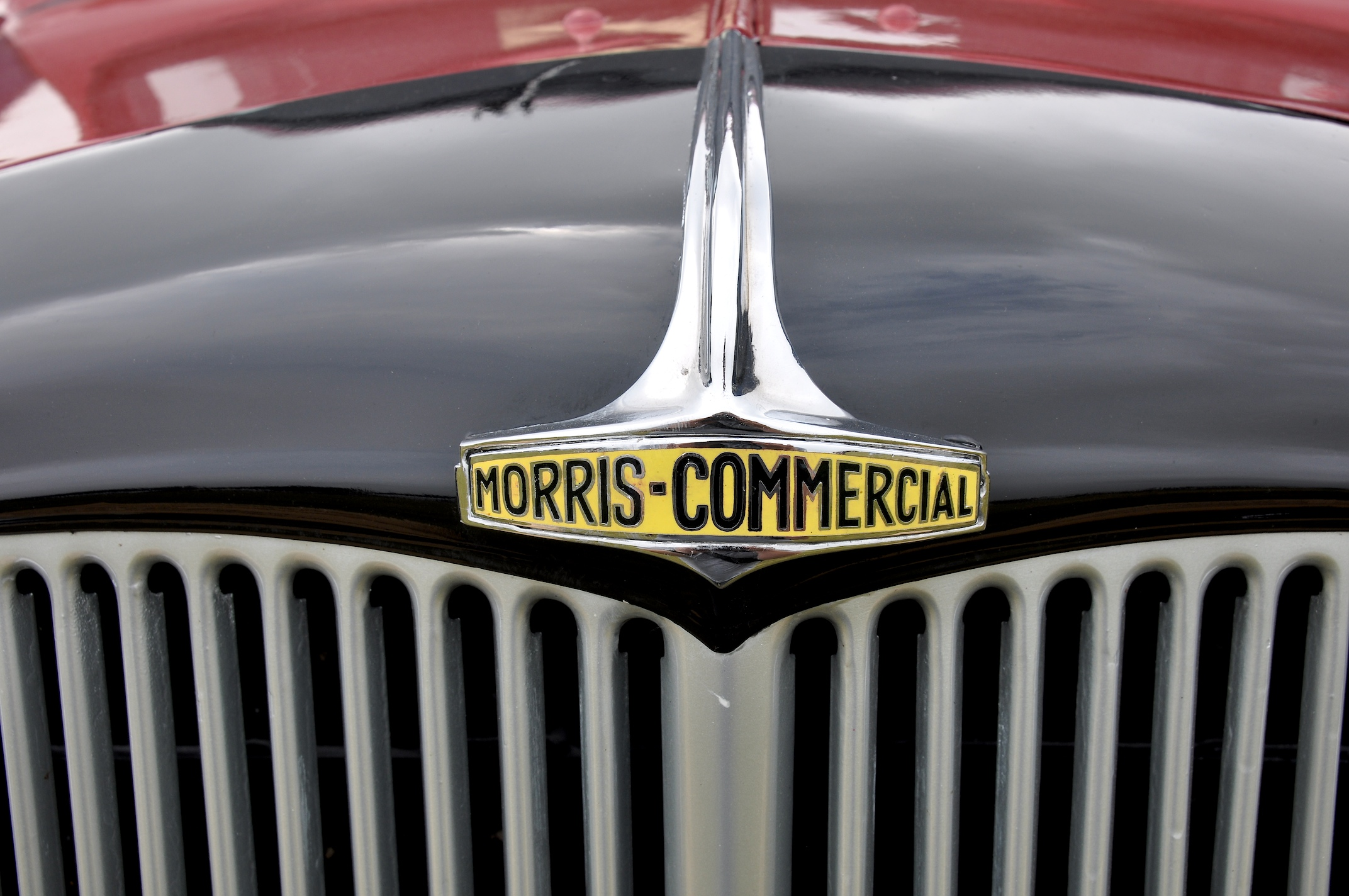

## Les taxis

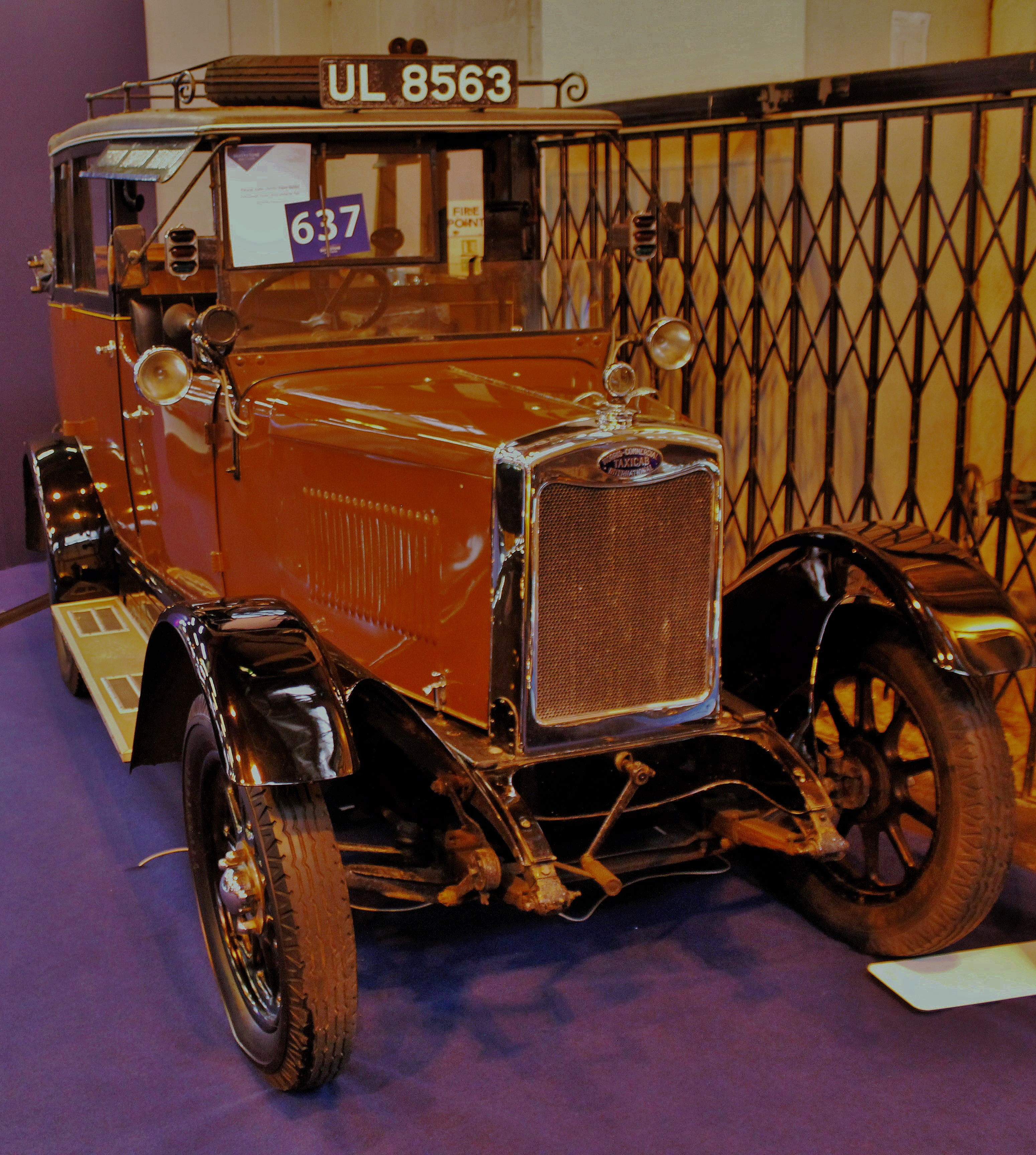
1929 Morris Commercial International Taxi Oncle Lima

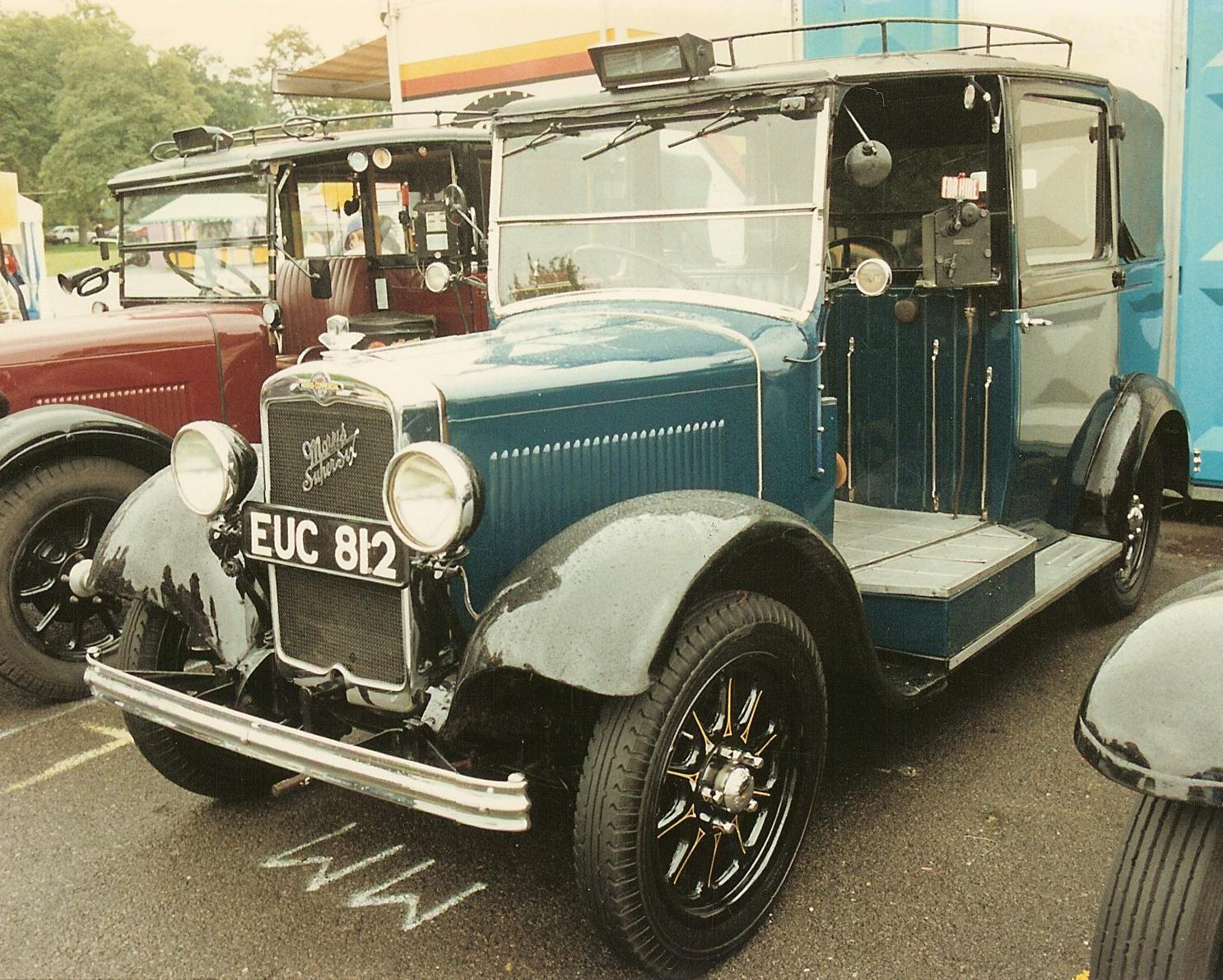
Morris Commercial G2SW London Taxi 2 ½ litre 1938

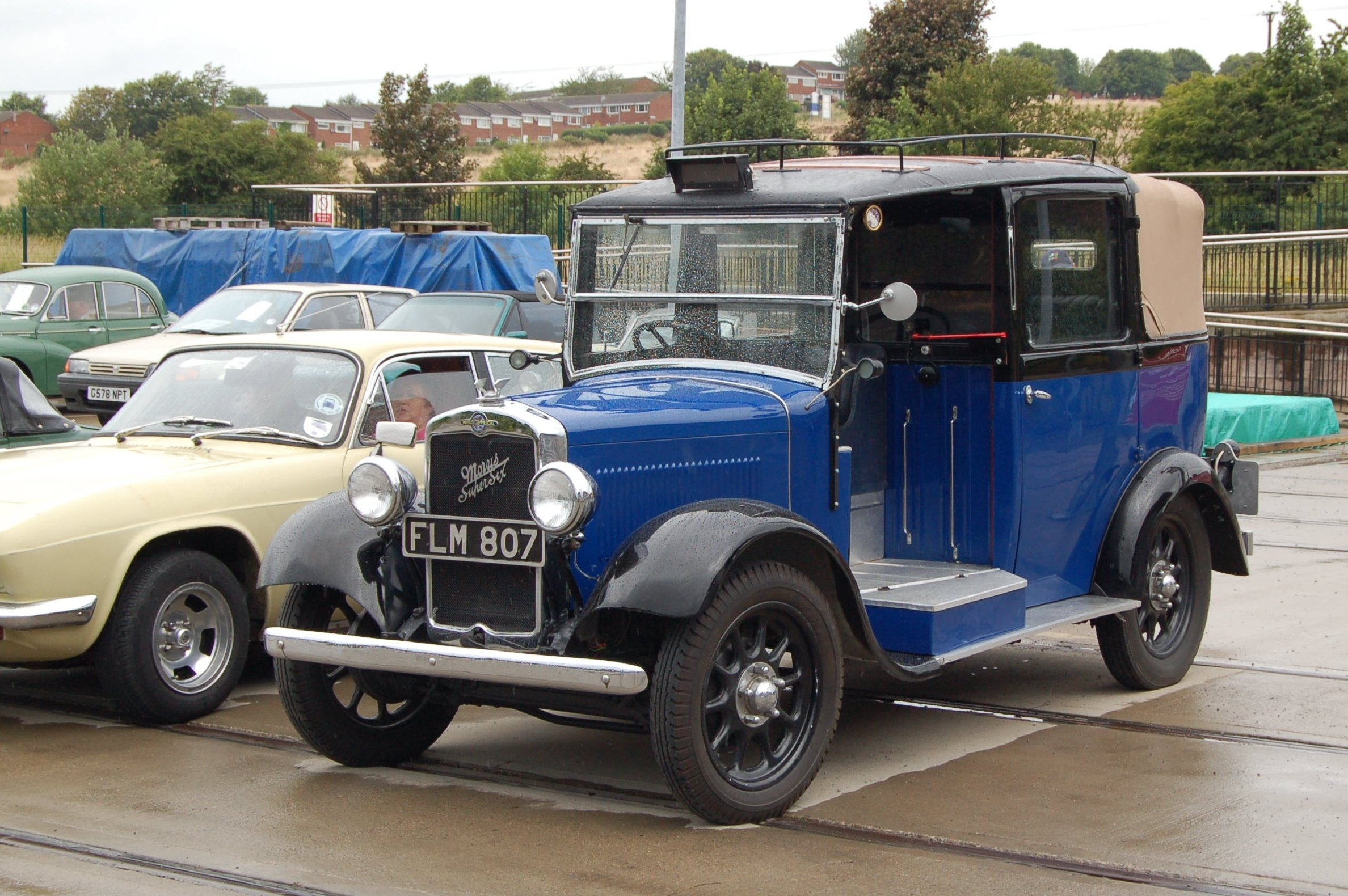
Morris-Commercial Super-Six London Taxi de 1,7 litre 1939

Une nouvelle marque de London taxi fut annoncée le 9 février 1929. Construit en conformité avec les Nouvelles réglementations de Scotland Yard, le nouveau taxi Morris Commercial International était moderne et pratique dans le détail. Du verre de sécurité avait été intégré dans l'ensemble, la sellerie était particulièrement confortable et un passager devait seulement presser un bouton et parler d'une voix ordinaire pour qu'un microphone communique avec le conducteur. Les dimensions étaient de 4,11 m par 1,72 m pour une hauteur de 2,18.

Le moteur 4 cylindres à embrayage monodisque à sec et la boîte à quatre vitesses formaient une unité semblable à celle du 30cwt Morris Commercial. Des freins aux quatre roues auraient été mieux, rapporta Le Times, mais les freins arrière fournis étaient efficaces, les roues artillerie en acier étaient amovibles. Le rayon de braquage est de 7,54 m, l'empattement de 2,75 m et la voie d'1,42 m.

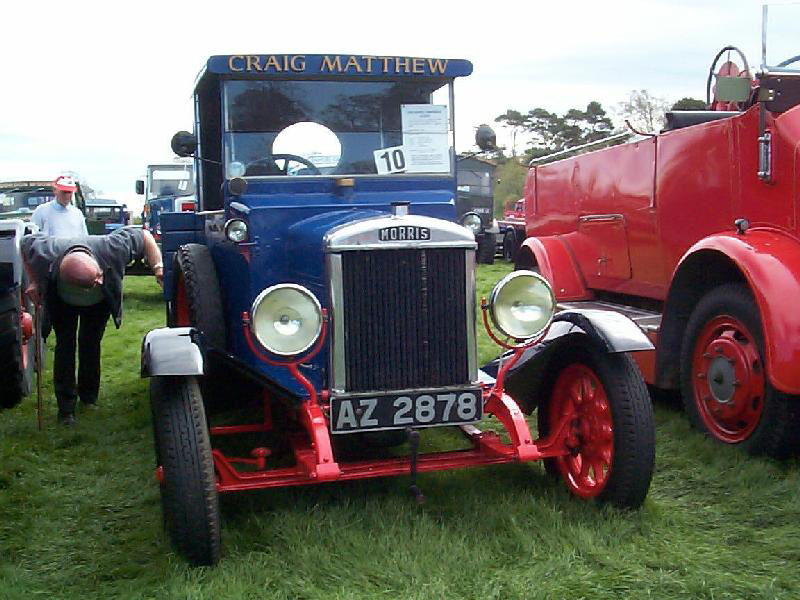

Transportant quatre passagers, le taxi avait "beaucoup de vitesse" et quatre rapports de marche avant, et fut adapté pour la campagne ainsi qu'à Londres. Le moteur quatre cylindres a un alésage de 80 mm et une course de 125 mm, donnant une cylindrée de 2.513 cm³ et une puissance fiscale de 15.87 cv. Le moteur à soupapes latérales à poussoirs est facilement accessible pour l'ajustement, la génératrice et la magnéto étant entrainées en tandem. L'eau de refroidissement circule naturellement. Des pièces telles que le carburateur étaient facilement accessibles. Le levier de vitesse avait un arrêt pour la marche arrière. L'essieu arrière trois quarts flottant est entraîné par un engrenage à vis sans fin à partir d'un arbre de propulsion fermé. Les ressorts sont semi-elliptiques et au-dessous du châssis, ceux de l'avant étaient à plat et évasés. Des amortisseurs les aident. Le châssis pèse 915 kg.
Ces véhicules furent remplacés par les Nuffield Oxford Taxis.

## Véhicules
- J-type (1949-61)
- J2 (1956-67)
- J4 (1960-74)
- 250 JU (1967-74)
- C8